# Dikili
Dikili là một huyện thuộc tỉnh İzmir, Thổ Nhĩ Kỳ. Huyện có diện tích 510 km² và dân số thời điểm năm 2007 là 27348 người, mật độ 54 người/km².